# Hypephyra catotranes
Hypephyra catotranes là một loài bướm đêm trong họ Geometridae.